# Мигдалики
Мигда́лики (лат. tonsillae) — загальна назва скупчень лімфоїдної (лімфаденоїдної) тканини у вигляді грудочок чи острівців у глотці. Окрім мигдаликів, у глотці є численні дрібні включення лімфоїдної тканини у вигляді острівців, яка виконує аналогічну до мигдаликів функцію. Українська назва є калькою грец. αμυγδάλη («мигдаль»): за схожість формою на мигдалевий горіх. Медично не зовсім коректна розмовна назва піднебінних мигдаликів «гланди» походить від лат. glandula («залоза»).
В одній зі своїх робіт, що була видана у 1884 році, німецький гістолог та анатом Вільгельм Вальдеєр (1836—1921) звернув увагу на те, що мигдалики розташовані у вигляді кільця. На честь науковця воно було назване лімфаденоїдне глоткове кільце Пирогова-Вальдеєра.

## Структура
Мигдалики розташовані у місцях переходу носової та ротової порожнини в глотку. Порядок розташування такий: найвище — глотковий мигдалик, нижче його по боках склепіння глотки — трубні, ще нижче — піднебінні, і внизу язиковий.
У глотці розрізняють 6 мигдаликів:
- парні
  - піднебінні, tonsillae palatinae (за прийнятою нумерацією — перший та другий; t. palatina dextra і t. palatina sinistra)
  - трубні, tonsillae tubariae (за прийнятою нумерацією — п'ятий та шостий; t. tubaria dextra і t. tubaria sinistra)
- непарні
  - глотковий, tonsilla pharyngealis (третій)
  - язиковий, tonsilla lingualis (четвертий).

| Тип        | Епітелій                                                 | Капсула                  | Крипта                             | Розташування                                                                     |
| ---------- | -------------------------------------------------------- | ------------------------ | ---------------------------------- | -------------------------------------------------------------------------------- |
| Глотковий  | псевдошаровий багаторядний епітелій (дихальний епітелій) | Частково інкапсульований | Без крипти, з маленькими складками | Склепіння глотки                                                                 |
| Трубні     | псевдошаровий багаторядний епітелій (дихальний епітелій) |                          |                                    | Склепіння глотки, між м'яким піднебінням і отворами євстахієвих труб             |
| Піднебінні | псевдошаровий лускатий епітелій                          | Частково інкапсульовані  | Довга, розгалужена                 | По боках ротоглотки (зіві) між піднібінно-язиковою і піднебінно-глотковою дугами |
| Язиковий   | псевдошаровий лускатий епітелій                          | Частково інкапсульований | Довга, розгалужена                 | За термінальною борозною язика                                                   |

Окрім того, виділяють гортанні мигдалики (tonsillae laryngeales), що іноді спостерігаються на стінках гортані, являючи собою скупчення лімфоїдної тканини в грушоподібних синусах біля входу в гортань, у вестибулярних голосових зв'язках і гортанних шлуночках.

## Розвиток
- Піднебінні мигдалики починають формуватись на третьому місяці ембріогенезу з другої пари зябрових кишень.
- Глотковий мигдалик розвивається на четвертому місяці ембріогенезу.
- Язиковий мигдалик розвивається на п'ятому місяці ембріогенезу.

Максимального розвитку мигдалики досягають у дитячому віці. У період статевого дозрівання спостерігається процес вікової інволюції мигдаликів.

## Клінічне значення
- Аденоїди — патологічне розростання глоткового мигдалика. Лікування консервативне чи оперативне.
- Гострий тонзиліт (ангіна) — гостре запалення піднебінних мигдаликів.
- Хронічний тонзиліт — хронічне запалення піднебінних мигдаликів.
- Пробки в мигдаликах — є однією з головних ознак хронічного тонзиліту.